# Offerton, Greater Manchester
Offerton är en stadsdel i Stockport, i distriktet Stockport, i grevskapet Greater Manchester, i England. Denna ward hade 14 157 invånare år 2021. Offerton var en civil parish från 1866 till 1900 då den blev en del av Hazel Grove and Bramhall. Denna civil parish hade 372 invånare år 1891.